# 美国国防语言学院
国防语言学院（Defense Language Institute）是一間美国国防部的语言教育和研究学院，為國防部提供語言及文化培訓。 位于美国加州蒙特雷。
国防语言学院的主要任务是为美国陆、海、空军和各语言训练中心制订综合大纲；指导、帮助三军和各语言训练中心制订训练计划；满足各军、兵种对外国军事人员进行英语教学所提出的各项要求；对全军外语教学和英语教学给予必要的技术指导，即审批计划，提供方法，考核教员，审查教材、科目内容，规定教学要求，制定语言能力和技巧的考试标准。

## 历史
其前身，是成立于1942年的军事情报勤務语言学校（MISLS）。该校是为满足太平洋战争的需要开办的，主要安排日裔美國人出身人士讲授日语，让与日军作战的前线部队更好地实施侦察与审问战俘。
随着冷战的开始，美军和情报机构急需掌握东欧及中亚地区语言的人才，軍情語言學校的规模迅速膨胀。1963年，美国军方以该校为基础，吸收了原本隶属于美国空军和海军的一些外语培训机构，正式组建国防语言学院。
1964年，美国全面介入越南战争后，國防語言學院转而大规模提供越南语培训课程，1965-1973年，共有约两万名军方及情报人员在國防語言學院接受越南语培训，其中大部分参加的是为期8周的短期培训班。
2001年反恐战争打响以来，國防語言學院又紧急向美国军方派出了大批会讲普什图语、达里语、乌尔都语和阿拉伯语的人才。